# Procolobus verus
Procolobus verus (Проколобус оливковий) — вид приматів з роду Procolobus родини мавпові.

## Опис
Тварини досягають довжини тіла 43-49 см, довжини хвоста 57-64 см і ваги від 2,9 до 4,4 кг. Їх хутро оливково-зеленого або коричневого кольору зверху, знизу тьмяно-сірого. Невелика, округла голова має короткий, сірий гребінь з вихором сивого волосся на кожній стороні чола.

## Поширення
Країни проживання: Бенін; Кот-д'Івуар; Гана; Гвінея; Ліберія; Нігерія; Сьєрра-Леоне; Того. Їх місцем існування є ліси, як болотні так і вторинні.

## Стиль життя
Раціон в основному складається з молодих листків, бутонів і квітів (70%), а також тільки 10% зрілого листя. Цей вид денний, майже виключно деревний і дуже сором'язливий. Вони живуть в групах від 5 до 20 (зазвичай від 10 до 15) тварин, які складаються з одного самця, кількох самиць і потомства. Відомі хижаки: Stephaboaetus coronatus, Panthera pardus, Homo sapiens.
Після приблизно 5-6 місяців вагітності, самиця народжує зазвичай одне дитинча. Це єдині сухоносі мавпи, які носять молодь в роті, поведінка, яку можна побачити частіше в мокроносових мавп. Після 3—6 років тварини стають статевозрілими.

## Загрози та охорона
Чисельність, ймовірно, знижується через втрати лісових місць проживання і полювання, особливо в далекосхідній частині ареалу. Вид включений до класу А Африканської конвенції і  Додатку II СІТЕС. Зустрічається в ряді охоронних територій.